# Nannothrissa
Nannothrissa és un gènere de peixos pertanyent a la família dels clupeids.

## Taxonomia
- Nannothrissa parva (Regan, 1902)[2]
- Nannothrissa stewarti (Poll & Roberts, 1976)[3][4][5][6][7][8]